# ماکسیم ماتیاش
ماکسیم ماتیاش (انگلیسی: Maxim Mateáš؛ زادهٔ ۱۲ مهٔ ۲۰۰۸) بازیکن فوتبال اهل اسلواکی است که در حال حاضر برای اسلوان براتیسلاوا در پست هافبک بازی می‌کند.
وی همچنین در تیم‌های ملی فوتبال زیر ۱۵ سال زیر ۱۶ سال و زیر ۱۷ سال اسلواکی بازی کرده است.

## دوران باشگاهی

### باشگاه فوتبال اسلوان براتیسلاوا
ماتیاش محصول آکادمی اسلوان براتیسلاوا است.

#### فصل ۲۰۲۳–۲۴
در بخش بهاری فصل ۲۰۲۳–۲۴، ماتیاش به تیم بزرگسالان راه یافت. او در تاریخ ۱۸ مه ۲۰۲۴ در دیدار هفتهٔ سی‌و‌دوم برابر مفک روسومبرُک (با نتیجهٔ ۵–۱) نخستین بازی لیگ خود را برای اسلوان انجام داد و در دقیقهٔ ۸۸ به جای مارکو تولیچ وارد زمین شد. در آن بهار او به کسب ششمین قهرمانی متوالی لیگ و سی‌اُمین قهرمانی تاریخ باشگاه کمک کرد.

#### فصل ۲۰۲۴–۲۵
در پاییز ۲۰۲۴، ماتیاش و اسلوان براتیسلاوا برای نخستین بار در تاریخ باشگاه به مرحلهٔ اصلی جام قهرمانان اروپا ۲۰۲۴–۲۵ راه یافتند. او در دو دیدار مرحلهٔ مقدماتی حضور داشت اما در بازی‌های مرحلهٔ گروهی بازی نکرد. تیم اسلوان در آن مرحله مقابل تیم‌های منچستر سیتی (۰–۴ در خانه)، بایرن مونیخ (۱–۳ خارج خانه)، اتلتیکومادرید (۱–۳ خارج خانه)، ای‌سی میلان (۲–۳ در خانه)، دیناموزاگرب (۱–۴ در خانه)، سلتیک (۱–۵ خارج خانه)، اشتوتگارت (۱–۳ در خانه) و جیرونا (۰–۲ خارج خانه) شکست خوردند. اسلوان در جدول مرحلهٔ گروهی در مجموع در جایگاه ۳۵ قرار گرفت و به مرحلهٔ حذفی راه نیافت. در ۱۶ اکتبر ۲۰۲۴، او نخستین قرارداد حرفه‌ای خود با باشگاه را به مدت دو سال امضا کرد. در بهار ۲۰۲۵، او بار دیگر قهرمانی لیگ را با اسلوان پس از پیروزی ۴–۳ خانگی برابر ژیلینا کسب کرد.